# مقاطعة تشيستر (تينيسي)
مقاطعة تشيستر (بالإنجليزية: Chester County, Tennessee)‏ هي إحدى مقاطعات ولاية تينيسي في الولايات المتحدة. ، بلغ عدد سكانها 17131 نسمة في عام 2010 حسب إحصاء مكتب تعداد الولايات المتحدة وتصل الكثافة السكانية فيها 21 نسمة/كم2.

## وصلات خارجية
- chestercountytn.org